# Bogojina
Bogojina este o localitate din comuna Moravske Toplice, Slovenia, cu o populație de 650 de locuitori.